# Сцинковый геккон Пржевальского
Сцинковый геккон Пржевальского, или гобийский сцинковый геккон (лат. Teratoscincus przewalskii) — вид ящериц рода сцинковые гекконы.
Распространён в Центральной Азии: на юге Монголии, в частности на территории Гобийского биосферного заповедника, и на северо-западе Китая (Синьцзян-Уйгурский автономный район, Ганьсу, Внутренняя Монголия). Обычный вид.
Отличительная особенность данного вида — количество чешуй вокруг середины туловища менее 40, у других сцинковых гекконов их больше.
Видовое название дано в честь российского путешественника и натуралиста Н. М. Пржевальского.
Митохондриальный геном представлен кольцевой хромосомой длиной 17185 пар нуклеотидов, содержащей 13 генов, кодирующих белки, 22 гена тРНК, два гена рРНК и контрольную область.